# Régions métropolitaines les plus peuplées du Pérou
Ce qui suit est une liste des régions métropolitaines les plus peuplées au Pérou. Les populations des régions métropolitaines de ne sont pas celles de la ville, mais plutôt une combinaison d'une grande ville importante et de nombreuses villes satellites plus petites. Pour la population des villes, voir la liste des villes du Pérou.

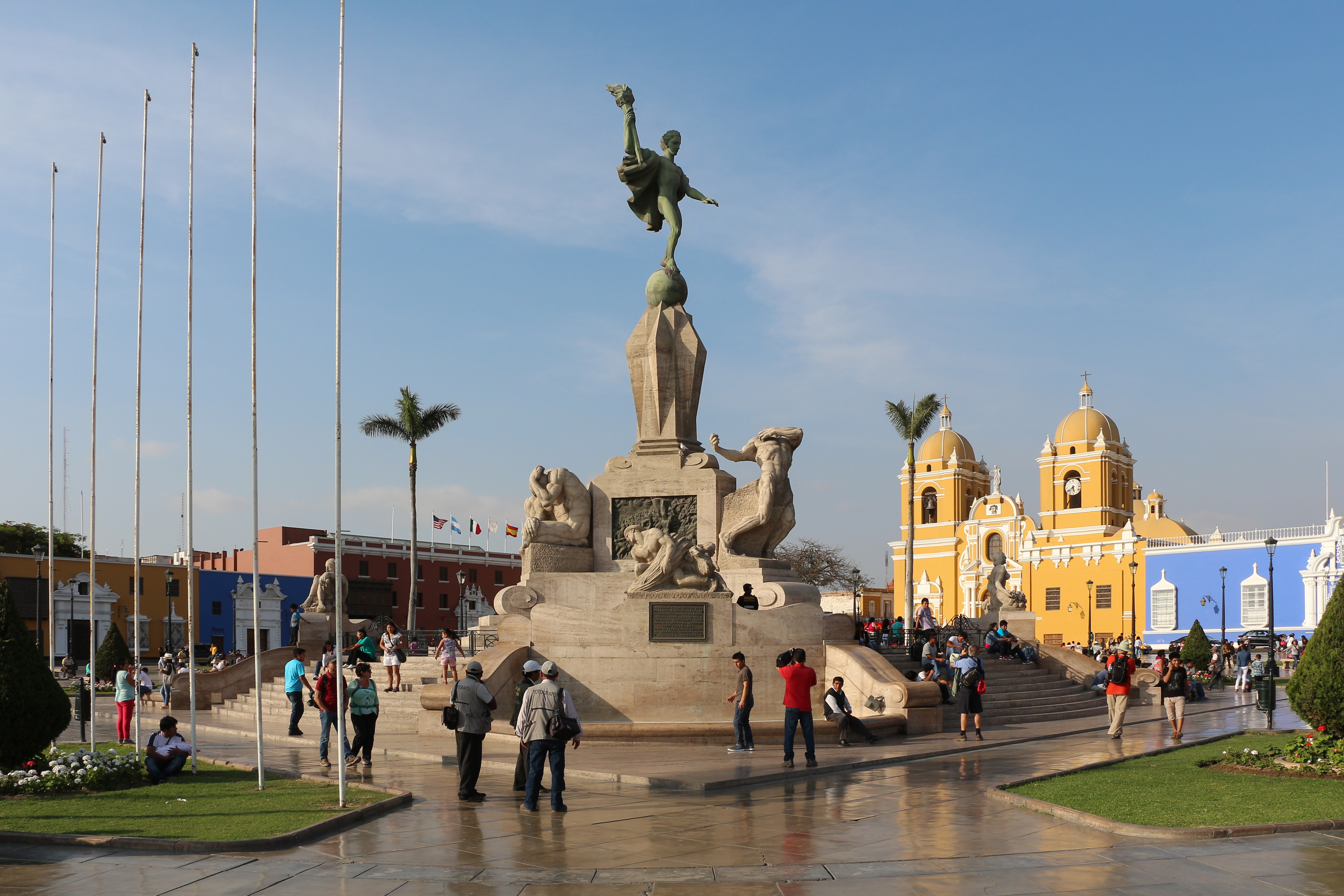
Sur la place principale de Trujillo, le Monument à la Liberté par le sculpteur Edmund Moeller.

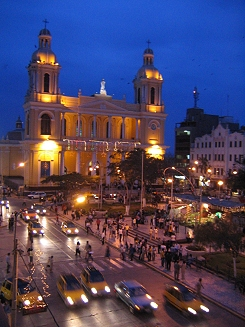
Plaza de Armas of Chiclayo

| ordre | Aire urbaine | Region      | population métropolitaine 2014 |
| ----- | ------------ | ----------- | ------------------------------ |
| 1     | Lima         | Lima        | 9.735.587                      |
| 2     | Trujillo     | La Libertad | 935.147                        |
| 3     | Arequipa     | Arequipa    | 909.955                        |
| 4     | Chiclayo     | Lambayeque  | 801.580                        |
| 5     | Piura        | Piura       | 510.488                        |
| 6     | Iquitos      | Loreto      | 467.493                        |
| 7     | Cusco        | Cusco       | 427.974                        |
| 8     | Chimbote     | Ancash      | 378.358                        |
| 9     | Huancayo     | Junín       | 362.716                        |

## Composition des aires urbaines
- Lima se compose de 49 districts.

- Trujillo: Trujillo, La Esperanza, El Porvenir, Víctor Larco, Florencia de Mora, Huanchaco, Moche, Salaverry et Laredo

| Conposition          | Population (estimée 2014) | Catégorie |
| -------------------- | ------------------------- | --------- |
| Trujillo             | 317.893                   | District  |
| Víctor Larco Herrera | 63.317                    | District  |
| Florencia de Mora    | 41.950                    | District  |
| Huanchaco            | 64.957                    | District  |
| Moche                | 35.074                    | District  |
| Salaverry            | 17.633                    | District  |
| Laredo               | 35.200                    | District  |
| El Porvenir          | 180.716                   | District  |
| La Esperanza         | 179.407                   | District  |
| Total                | 935,147                   | -         |

- Arequipa: Arequipa, Alto Selva alegre, Cayma, Cerro colorado, Jacobo hunter, José Luís Bustamante y Rivero, Mariano Melgar, Miraflores, Paucarpata, Sabandia, Sachaca, Socabaya, Tiabaya Yanahuara, Characato, Uchumayo, Mollebaya, Quequeña et Yura.

| Conposition                   | Population (estimée 2014) | Catégorie |
| ----------------------------- | ------------------------- | --------- |
| Arequipa                      | 55.264                    | District  |
| Alto Selva alegre             | 81.445                    | District  |
| Cayma                         | 89.793                    | District  |
| Cerro Colorado                | 143.772                   | District  |
| Jacobo Hunter                 | 48.247                    | District  |
| José Luís Bustamante y Rivero | 77.019                    | District  |
| Mariano Melgar                | 52.837                    | District  |
| Miraflores                    | 49.160                    | District  |
| Paucarpata                    | 124.701                   | District  |
| Sabandia                      | 4.095                     | District  |
| Sachaca                       | 19.390                    | District  |
| Socabaya                      | 75.797                    | District  |
| Tiabaya                       | 14.823                    | District  |
| Yanahuara                     | 25.242                    | District  |
| Characato                     | 8.947                     | District  |
| Uchumayo                      | 12.246                    | District  |
| Yura                          | 24.007                    | District  |
| Mollebaya                     | 1.809                     | District  |
| Quequeña                      | 1.361                     | District  |
| Total                         | 909.955                   | --        |

- Chiclayo: Chiclayo, Eten, Leonardo Ortiz, La Victoria, Monsefú,  Pimentel, Pomalca, Puerto Eten, Reque, Santa Rosa, Lambayeque et San José.

| Conposition    | Population (estimée 2014) | Catégorie |
| -------------- | ------------------------- | --------- |
| Chiclayo       | 289.956                   | District  |
| Eten           | 10.672                    | District  |
| Leonardo Ortiz | 190.388                   | District  |
| La Victoria    | 89.499                    | District  |
| Monsefú        | 31.880                    | District  |
| Pimentel       | 42.870                    | District  |
| Pomalca        | 25.229                    | District  |
| Puerto Eten    | 2.194                     | District  |
| Reque          | 14.736                    | District  |
| Santa Rosa     | 12.551                    | District  |
| Lambayeque     | 75.905                    | District  |
| San José       | 15.700                    | District  |
| Total          | 801.580                   | --        |

- Piura: Piura, Castilla, Catacaos.

| Conposition | Population (estimée 2014) | Catégorie |
| ----------- | ------------------------- | --------- |
| Piura       | 297.062                   | District  |
| Castilla    | 141.175                   | District  |
| Catacaos    | 72,251                    | District  |
| Total       | 510.488                   | --        |

- Iquitos: Iquitos, Punchana, San Juan Bautista, Belén.

| Conposition       | Population (estimée 2014) | Catégorie |
| ----------------- | ------------------------- | --------- |
| Iquitos           | 153.357                   | District  |
| Belén             | 75.593                    | District  |
| Punchana          | 90.071                    | District  |
| San Juan Bautista | 148.472                   | District  |
| Total             | 467.493                   | --        |

- Cusco: San Jerónimo, Cusco, Santiago, Wanchaq, San Sebastián.

| Conposition   | Population (estimée 2014) | Catégorie |
| ------------- | ------------------------- | --------- |
| Cusco         | 118.322                   | District  |
| San Jerónimo  | 45.236                    | District  |
| Santiago      | 90.274                    | District  |
| Wanchaq       | 63.844                    | District  |
| San Sebastián | 110.298                   | District  |
| Total         | 427.974                   | --        |

- Chimbote: Chimbote, Nuevo Chimbote, Coishco.

| Conposition    | Population (estimée 2014) | Catégorie |
| -------------- | ------------------------- | --------- |
| Chimbote       | 216.154                   | District  |
| Nuevo Chimbote | 146.444                   | District  |
| Coishco        | 15.760                    | District  |
| Total          | 378.358                   | --        |

- Huancayo: Huancayo, El Tambo, Chilca.

| Conposition | Population (estimée 2014) | Catégorie |
| ----------- | ------------------------- | --------- |
| Huancayo    | 116.944                   | District  |
| El Tambo    | 160.685                   | District  |
| Chilca      | 85.087                    | District  |
| Total       | 362.716                   | --        |